# 芦ノ牧温泉駅

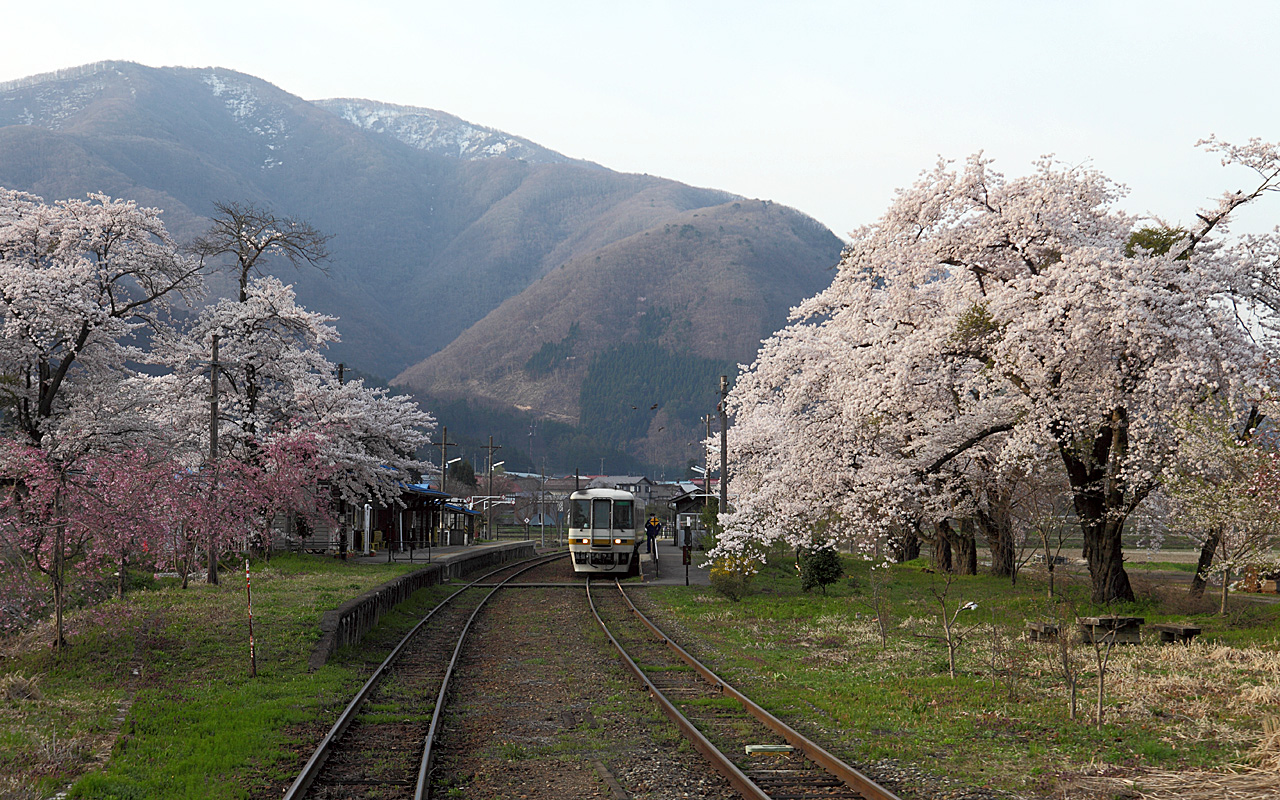
駅構内

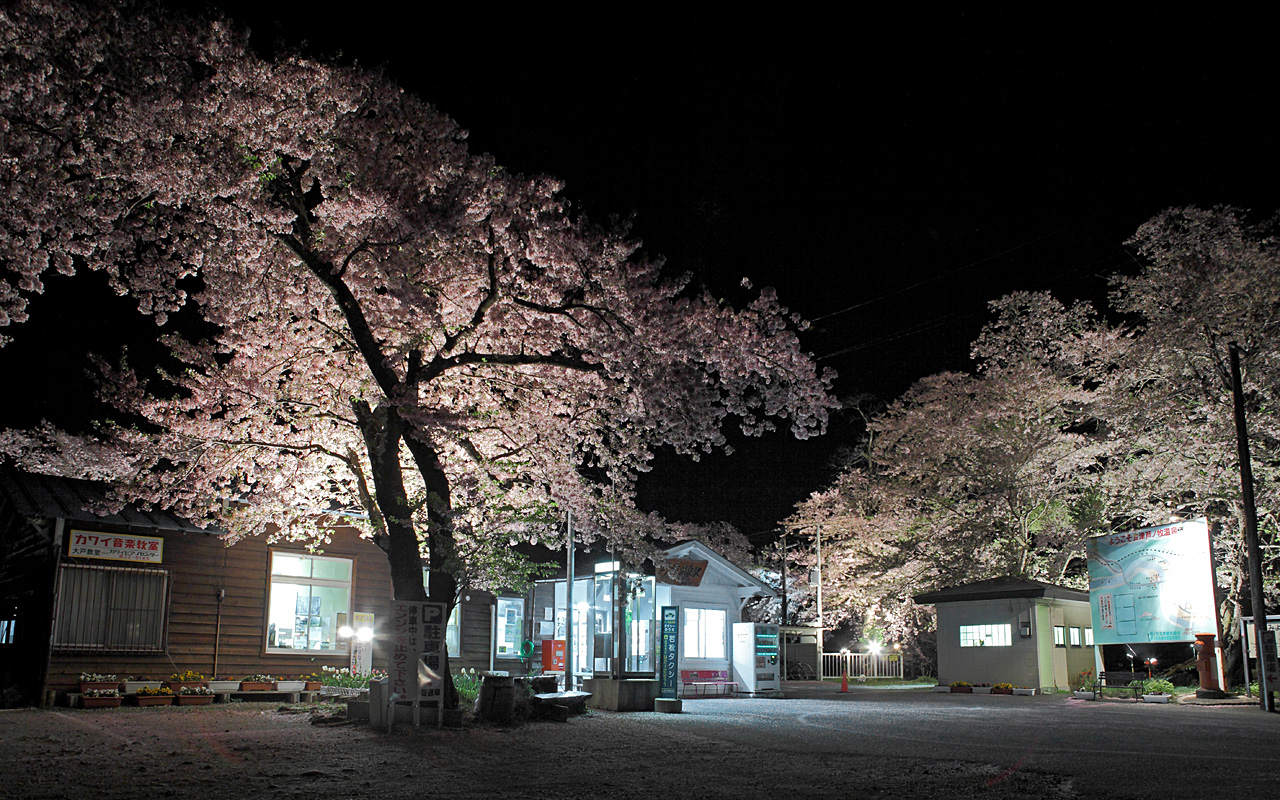
桜の時期のライトアップ

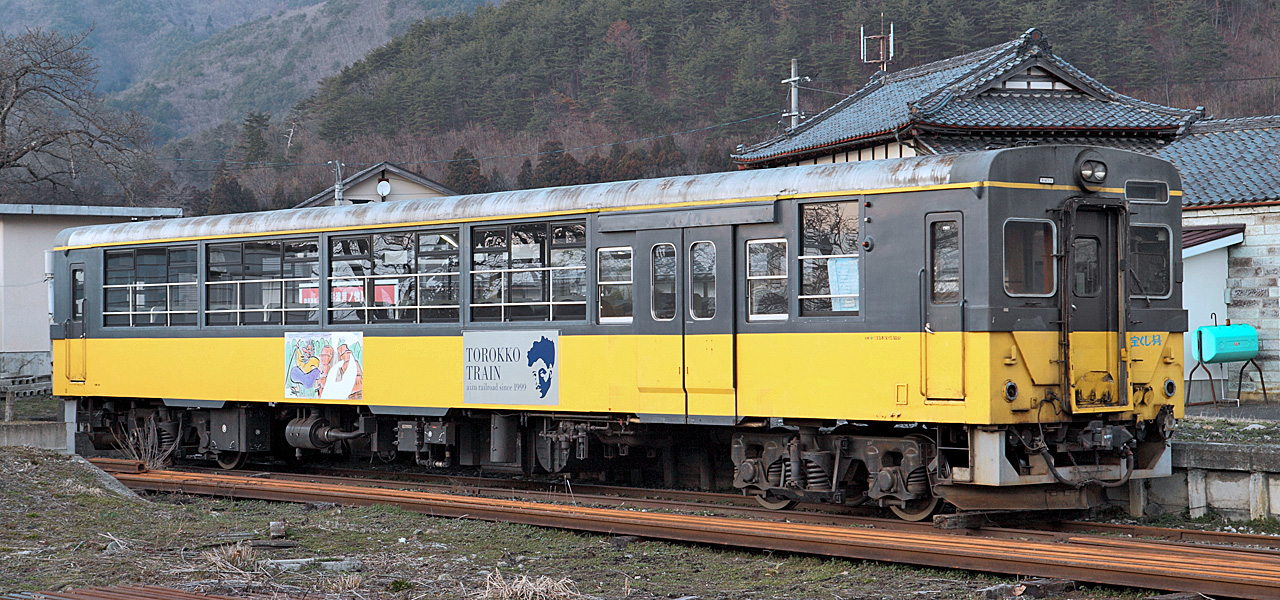
静態保存されているAT-301（2010年撮影）

芦ノ牧温泉駅（あしのまきおんせんえき）は、福島県会津若松市大戸町大字上三寄香塩乙にある会津鉄道会津線の駅である。

## 歴史
- 1927年（昭和2年）11月1日 - 国有鉄道会津線の上三寄駅（かみみよりえき）として開業[1]。
- 1971年（昭和46年）8月29日 - 荷物及び小口扱い貨物取扱を廃止[2]。駅員無配置駅となる[3]。ただし、運転要員のみ継続配置とする。
- 1987年（昭和62年）
  - 4月1日 - 国鉄分割民営化により、東日本旅客鉄道（JR東日本）の駅となる[1]。
  - 7月16日 - 会津鉄道に転換[1]。芦ノ牧温泉駅に改称[1]。
- 2008年（平成20年）4月24日 - 名誉駅長に、猫の「ばす」が就任。
- 2012年（平成24年）
  - 6月3日 - ひたちなか海浜鉄道の那珂湊駅と姉妹駅の提携を結ぶ。
  - 7月 - 駅前に「会津鉄道神社」が建立。
- 2015年（平成27年）12月24日 - 「ばす」が名誉駅長を退任し、猫の「らぶ」（後述）が新たに就任。駅舎にて「交代式」が催された。
- 2016年（平成28年）4月22日 - 先代名誉駅長の「ばす」が老衰により永眠。
- 2017年（平成29年）10月14日 - 名誉駅長「らぶ」の弟「ぴーち」が施設長に就任。
- 2018年（平成30年）7月20日 - TVアニメ『ノラと皇女と野良猫ハート』とのコラボレーション発表（登場する猫の名誉副駅長就任など）[4]。
- 2020年（令和2年）3月末 - 病気治療のため「ぴーち」が施設長を退任。
- 2021年（令和3年）4月17日 - 「さくら」がアテンダントとして就任。
- 2022年 （令和4年）10月5日 - 名誉駅長「らぶ」が永眠。享年8才。
- 2023年（令和5年）11月5日 - アテンダントの「さくら」が新たに名誉駅長に就任。

## 駅構造
相対式ホーム2面2線を有する地上駅。駅舎（木造駅舎）は下りホーム側にあり、上下ホームは会津若松駅寄り端の構内踏切で結ばれている。
簡易委託駅。駅名標には「天下御免ジパング国会津芦ノ牧藩」と記されている。
側線にはトロッコ列車「AT-301」（元・国鉄キハ30 18）が静態保存されている。
駅舎の中には売店があり、会津鉄道と「猫駅長」（後述）達のグッズ・猫御朱印・地元産品等が売られているほか、待合室は「Cafe ばす」となっていて、飲料が供されている。メニューは猫駅長達にちなんだ名前となっている。Cafe ばす設置以前は待合室は木製の長椅子と多数の猫の写真に覆われた大机が置かれていたが、設置後は丸い小さな机と1人用の椅子に換えられている。

### のりば
| ホーム | 路線    | 方向 | 行先                         |
| ------ | ------- | ---- | ---------------------------- |
| 駅舎側 | ■会津線 | 下り | 会津田島・会津高原尾瀬口方面 |
| 反対側 | ■会津線 | 上り | 会津若松・喜多方方面         |

## 猫駅長
| ばす（勤務中） |  | 同（勤務時間外） |
| ばす（勤務中） |  | 同（勤務時間外） |

2008年（平成20年）4月24日に、この駅に住んでいる猫「ばす」（ひらがなが正しい）が名誉駅長（動物駅長）として任命された。
「ばす」は2000年（平成12年）6月頃に近くの子供に拾われて以来、芦ノ牧温泉駅を住処としており、この駅の人間の女性駅長である小林美智子に世話をしてもらっていた。任命される以前にも駅に住む地元のアイドルといった紹介がメディアで行われたこともある。任命式においては、同様に和歌山電鐵から正式に任命されて話題を呼んだ貴志川線貴志駅のたま駅長からも祝電が贈られた。ばす駅長をあしらったキーホルダーなどのグッズも販売されている。
2010年（平成22年）2月に導入されたトロッコ車両であるAT-351の内外装には、ばすの姿や足跡が描かれている。
2014年（平成26年）7月15日頃、高齢となった「ばす」の後継として、4月に誕生したアメリカンカールの「らぶ」が「駅長見習い」として採用された。その後、1歳8か月となっていた2015年（平成27年）12月24日、「ばす」から名誉駅長の座を引継ぎ、第2代名誉駅長に就任した。
初代名誉駅長の「ばす」は、2016年（平成28年）4月20日頃になって体調を崩し、同年4月22日に容態が急変、22時47分に息を引き取った。享年18歳（推定）で、死因は老衰とされている。同年5月1日には社葬が営まれ、約300人のファンが訪れた。
2017年（平成29年）10月14日には「らぶ」の実弟「ぴーち」が施設長に就任。平日は「らぶ」と「ぴーち」が交代で出勤するようになった。2020年（令和2年）3月末に病気治療のため「ぴーち」が退任。2021年（令和3年）4月17日には、「らぶ」と「ぴーち」の妹である「さくら」がアテンダントに就任した。それ以外に「らぶ」達のいとこにあたる猫達も時たま駅に姿を見せることがある。
2022年（令和4年）8月に受けた定期検診において、2代目名誉駅長の「らぶ」に慢性腎臓病が発覚。駅長の仕事を休み療養を行っていたが、同年10月5日12時56分、容態が急変し息を引き取った。
その後しばらく名誉駅長は不在となっていたが、先代名誉駅長「らぶ」の死からおよそ1年経った2023年（令和5年）10月24日、会津鉄道はアテンダントの「さくら」が兄の後を継ぎ3代目名誉駅長に就任することを発表、同年11月5日に駅において名誉駅長就任式を行った。

### 漫画作品への出演
ばす駅長の活動が、オール読み切りの猫マンガ雑誌『ねこぷに 2周年カンパイ号』（2009年4月27日発売、メディアックス刊）で、貴志駅の「たま駅長」と共に漫画となる。
また、ジャイブ刊『月刊コミックラッシュ』でシリーズ連載されている「新新宿駅企画課 あるぷすひろば」（原作・水越保、作画・たかはしまもる）の第17話でも他の動物駅長たちと並んで紹介されている。

## 利用状況
- 会津鉄道 - 2016年度の1日平均乗車人員は99人であった[19]。

| 乗車人員推移 | 乗車人員推移     |
| 年度         | 一日平均乗車人員 |
| ------------ | ---------------- |
| 2000         | 107              |
| 2001         | 90               |
| 2002         | 96               |
| 2003         | 88               |
| 2004         | 90               |
| 2005         | 99               |
| 2006         | 99               |
| 2007         | 107              |
| 2008         | 123              |
| 2009         | 107              |
| 2010         | 93               |
| 2011         | 55               |
| 2012         | 77               |
| 2013         | 79               |
| 2014         | 93               |
| 2015         | 85               |
| 2016         | 99               |

## 駅周辺

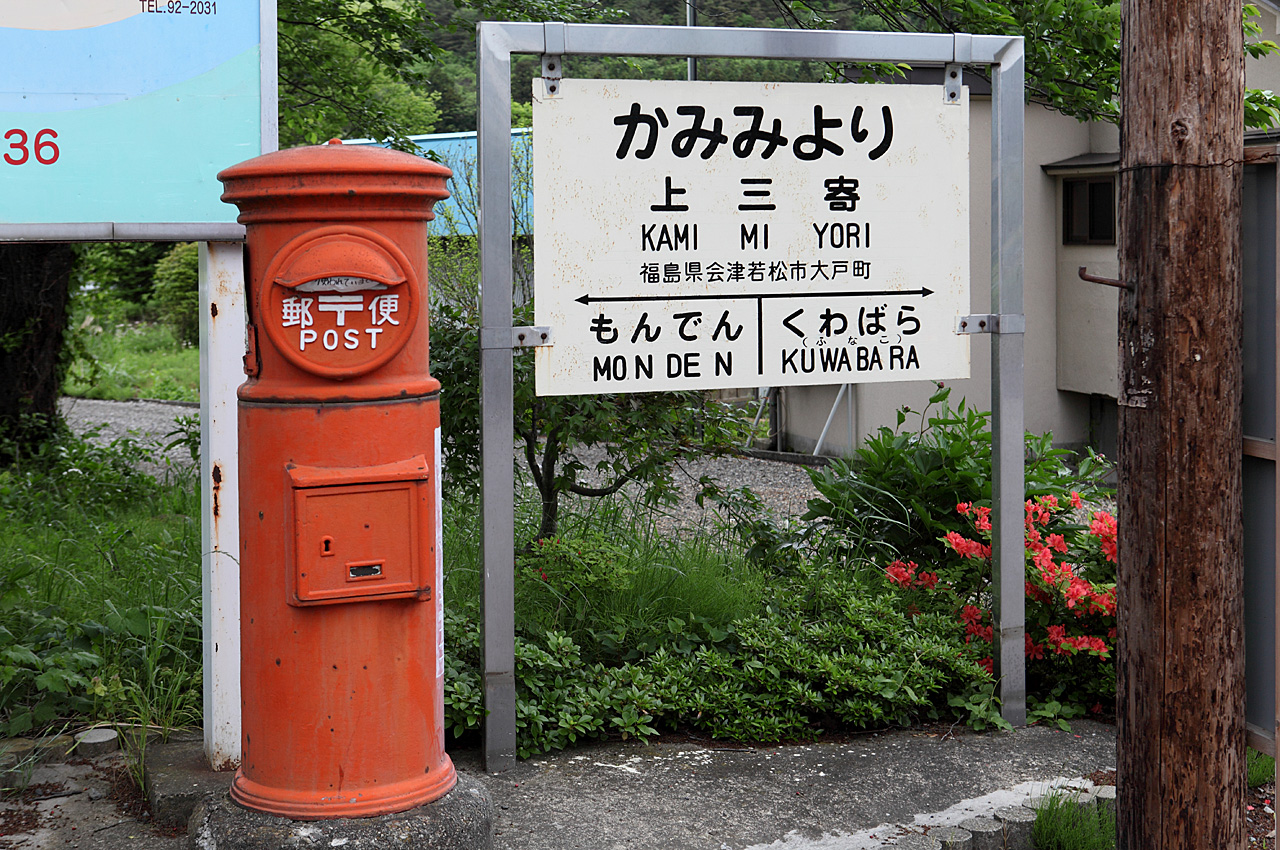
駅前の丸ポストと「上三寄」の駅名標

駅名由来の芦ノ牧温泉は当駅から約4 kmほど離れており、アクセスにはホテル・旅館による送迎バス、もしくは後述の路線バス（列車との接続は図られていない）を利用する。
駅前には、旧名上三寄駅の駅名標がある。
- 会津若松市役所大戸市民センター
- 会津若松市立大戸中学校
- 上三寄郵便局
- 福島県道213号芦ノ牧温泉停車場線
- 牛乳屋食堂、うえんで本店 - 共に会津ラーメンの店

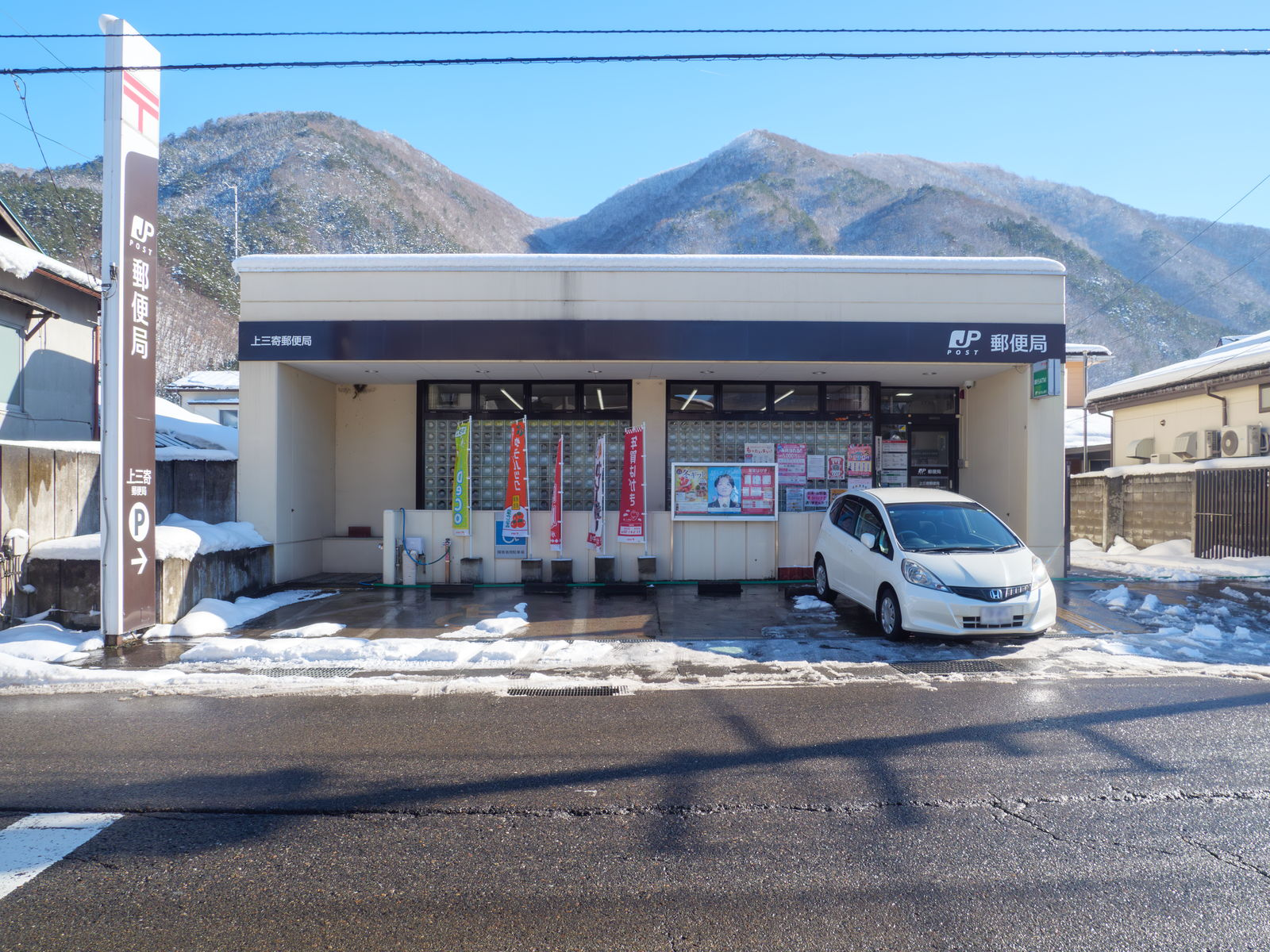
上三寄郵便局
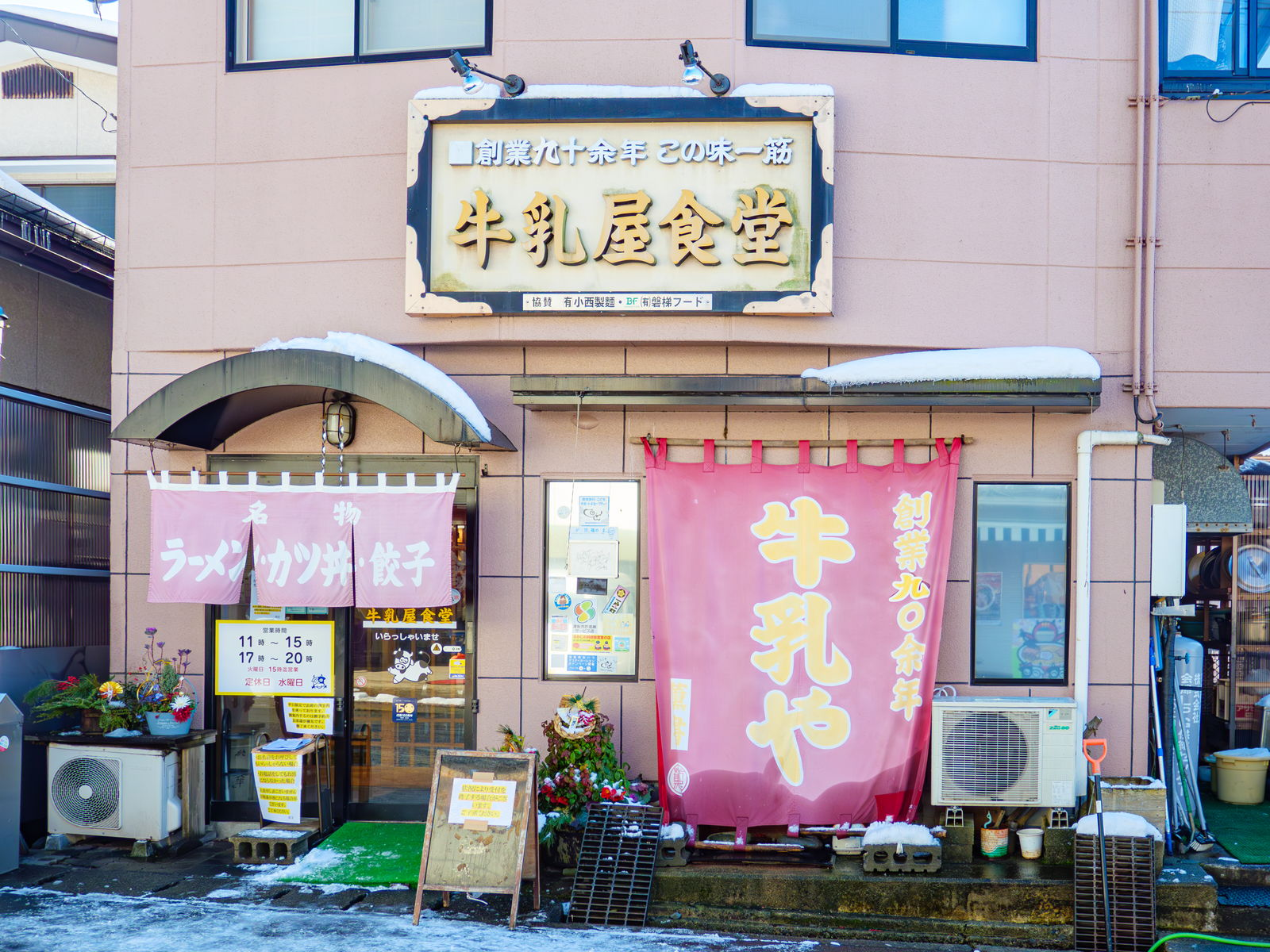
牛乳屋食堂
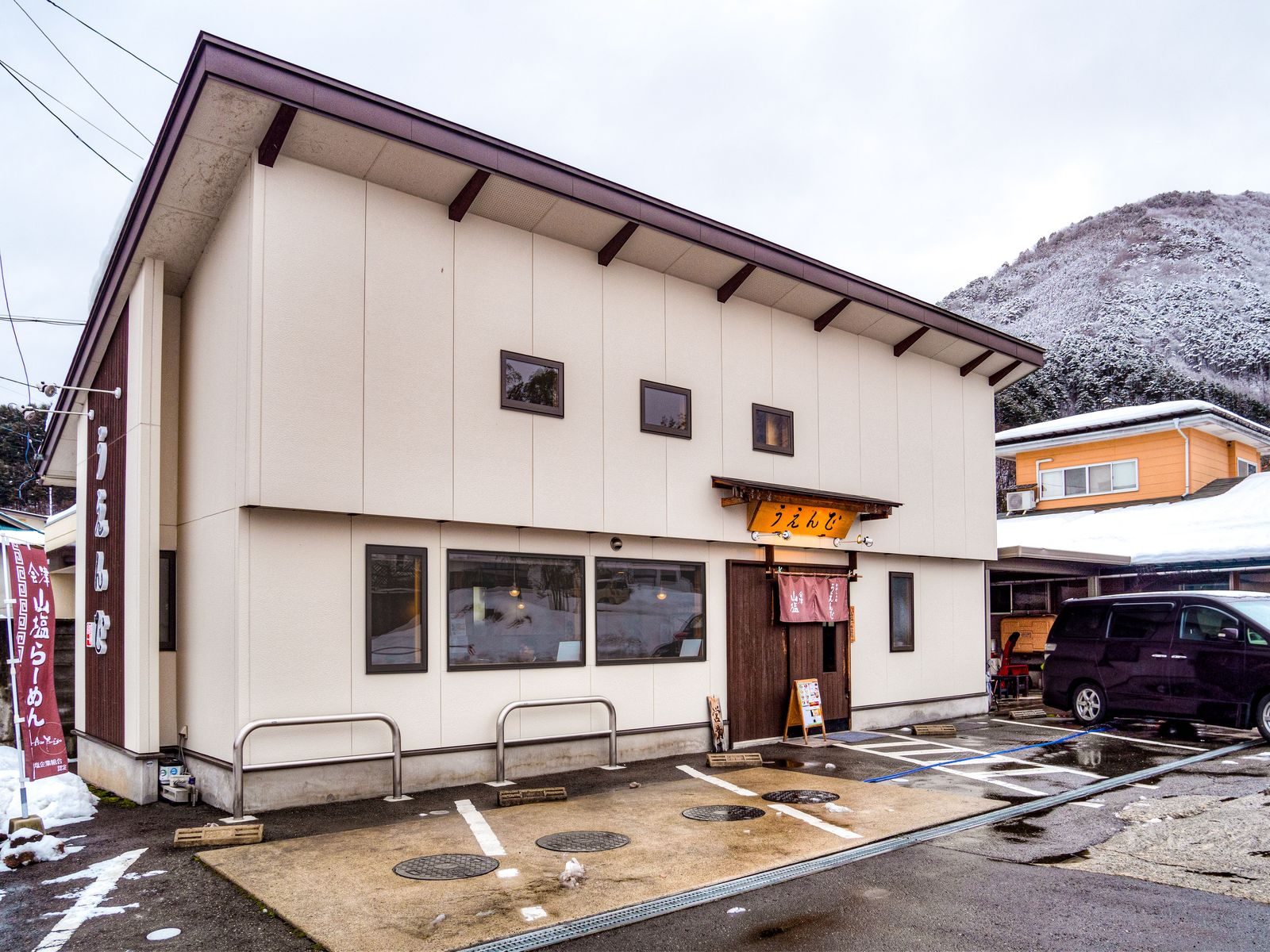
うえんで本店

## 路線バス
駅から東に約200 mの国道118号線上の「芦ノ牧温泉駅入口」が最寄りのバス停となる。
| 系統       | 主要経由地                     | 行先         | 運行会社       | 備考     |
| ---------- | ------------------------------ | ------------ | -------------- | -------- |
| 21芦ノ牧線 | 平沢                           | 大川発電所前 | 会津乗合自動車 |          |
| 21芦ノ牧線 | 小塩                           | 芦ノ牧丸峰前 | 会津乗合自動車 |          |
| 21芦ノ牧線 | 米代二丁目経由又は竹田病院経由 | 若松駅前     | 会津乗合自動車 |          |
|            | 若松駅前（降車不可）           | 郡山駅行き   | 会津乗合自動車 | 高速バス |

## 隣の駅
会津鉄道
■会津線
□快速「リレー号」（会津若松行きのみ運転）
西若松駅 ← 芦ノ牧温泉駅 ← 湯野上温泉駅
□快速「AIZUマウントエクスプレス」・□快速（無愛称の会津若松行き）・■普通（「リレー号」含む）
あまや駅 - 芦ノ牧温泉駅 - 大川ダム公園駅